# 1.ª Divisão de Exército
A 1.ª Divisão de Exército (1.ª DE) é um comando operacional do Exército Brasileiro sediado no Rio de Janeiro, e subordinado ao Comando Militar do Leste. Ela comanda uma Artilharia Divisionária e duas brigadas, o Grupamento de Unidades-Escola - 9.ª Brigada de Infantaria Motorizada, também no Rio de Janeiro, e a 4.ª Brigada de Infantaria Leve de Montanha, em Juiz de Fora, Minas Gerais.
A divisão foi criada juntamente com a Vila Militar do Rio de Janeiro, onde está sediada. A Vila Militar continua a ter a maior concentração de unidades operacionais do Exército no Rio de Janeiro, e é historicamente uma das guarnições mais importantes nas crises políticas brasileiras. A 1.ª DE é também considerada o “berço” da Força Expedicionária Brasileira, e sua denominação de “Divisão Mascarenhas de Moraes” homenageia o comandante da 1.ª Divisão de Infantaria Expedicionária.

## Organização
A atual divisão tem suas origens na 1.ª Brigada Estratégica, criada nas reformas militares de Hermes da Fonseca. A Reforma Hermes situou essa inovação na ordem de batalha dentro de um conjunto de novos quartéis, a Vila Militar do Rio de Janeiro. Planejava-se repetir esse modelo no restante do país, mas o orçamento só permitiu sua construção na então capital federal. A Vila Militar carioca integrava um complexo de instalações militares às margens da Estrada de Ferro Central do Brasil, juntamente com o campo de instrução de Gericinó, onde se realizariam manobras militares. No século XXI, o bairro continua a sediar o maior número de unidades operacionais do Exército no Rio de Janeiro. O comandante da 1.ª DE é também referido como o “comandante da 1.ª Divisão de Exército e da Guarnição da Vila Militar” (Gu VM).
A 1.ª Brigada Estratégica tornou-se a 3.ª Divisão de Exército (DE) em 1915. Esta divisão e a 5.ª, no Rio Grande do Sul, eram as únicas efetivamente organizadas, refletindo a concentração do Exército na fronteira e nos centros populacionais. A 3.ª DE tornou-se a 1.ª DE em 1919 e 1.ª Divisão de Infantaria (DI) em 1921. Ela era composta, em 1921, pela 1.ª e 2.ª Brigadas de Infantaria, a 1.ª Brigada de Artilharia e unidades menores. Até 1946, seu comando era unido ao da 1.ª Região Militar (1.ª RM). As brigadas foram extintas em 1938, dando lugar à Infantaria Divisionária (ID/1) e Artilharia Divisionária (AD/1) da 1.ª DI.

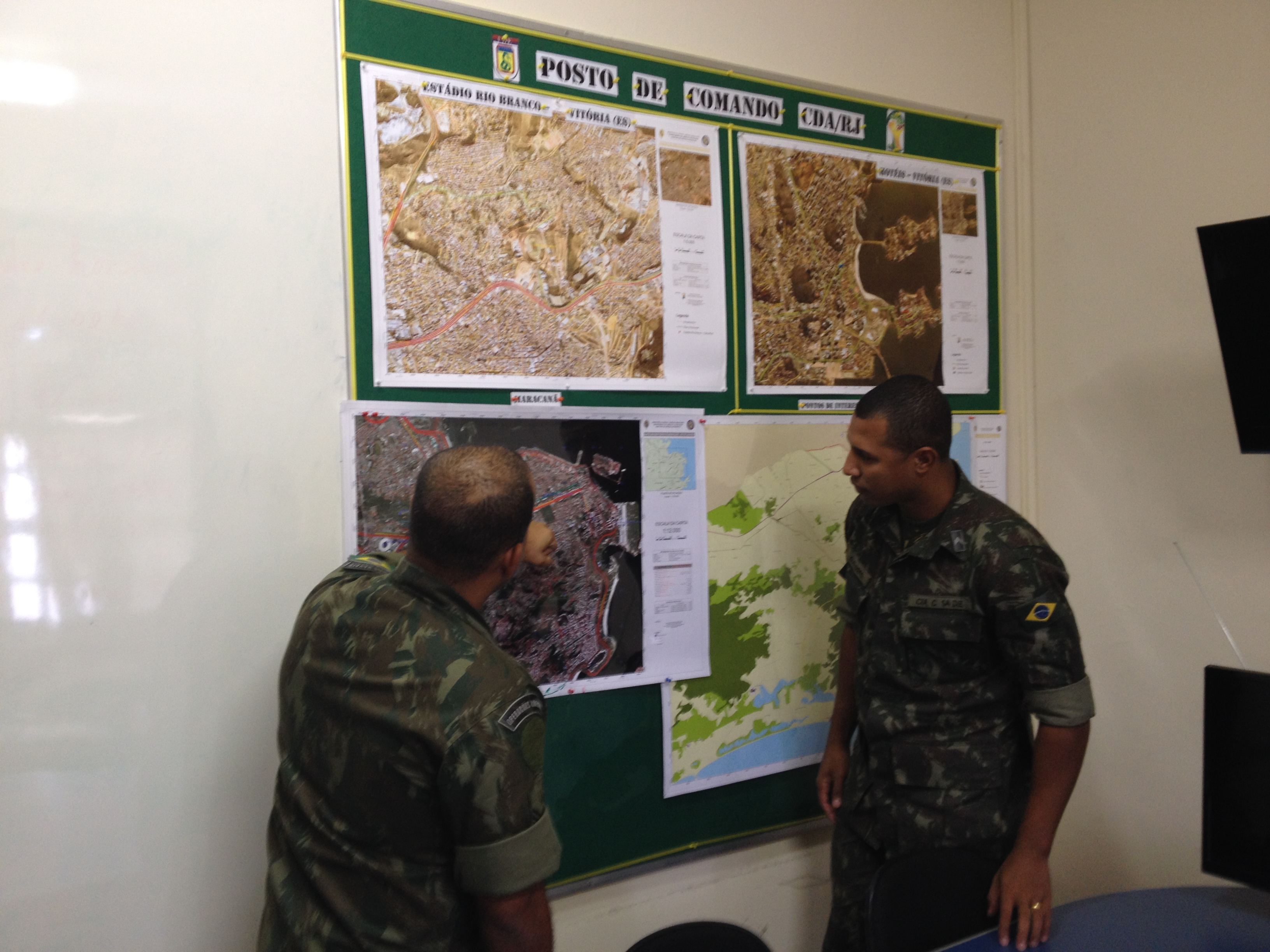
Posto de Comando montado pela Companhia de Comando da Divisão, em 2014.

Com um efetivo de 6.868 praças em 1961, a divisão era a unidade mais forte do I Exército (atual Comando Militar do Leste), e seu comandante chegava a ter uma rivalidade com o ministro da Guerra. A Vila Militar era “a guarnição mais poderosa do país”. Nas reformas militares na ditadura, em 1968 a ID/1 foi transformada na 2.ª Brigada de Infantaria (2.ª Bda Inf) e a 1.ª Bda Inf, antigo Grupamento de Unidades-Escola (GUEs), foi subordinada à divisão. Em 1971 a 1.ª DI adotou seu atual nome, sendo reorganizada com a 1.ª Bda Inf, 2.ª Bda Inf, 9.ª Bda Inf (Escola), que era uma recriação do GUEs, 5.ª Brigada de Cavalaria Blindada (5.ª Bda C Bld), derivada da antiga Divisão Blindada, e AD/1.
A partir dos anos 90, a desconcentração de unidades no Rio de Janeiro levou à transferência da 1.ª e 2.ª Brigadas de Infantaria para o Comando Militar da Amazônia, respectivamente em 1991 e 2004. Por outro lado, após a desativação da 4.ª Divisão de Exército em 2007, a 4.ª Brigada de Infantaria Motorizada, de Minas Gerais, foi subordinada à 1.ª DE.
| - Companhia de Comando da 1.ª Divisão de Exército - Rio de Janeiro - Artilharia Divisionária da 1ª Divisão de Exército - Niterói - 4.ª Brigada de Infantaria Leve (Montanha) - Juiz de Fora - Grupamento de Unidades-Escola - 9.ª Brigada de Infantaria Motorizada - Rio de Janeiro - 38.º Batalhão de Infantaria - Vila Velha - 11.º Batalhão de Polícia do Exército - Rio de Janeiro - Campo de Instrução de Gericinó - Rio de Janeiro |

## Operações
Conforme Elio Gaspari, até os anos 1960, “salvo em 1961, o grosso da tropa carioca decidira ou consumara todos os levantes militares da história nacional”. Em 1922, nos seus primeiros anos, a sublevação da Vila Militar era ponto importante na conspiração para impedir a posse de Arthur Bernardes na Presidência da República. Devido à indiscrição dos conspiradores, o governo pôde afastar com antecedência os oficiais pouco confiáveis que serviam no local. Deflagrada a Revolta dos 18 do Forte, em 5 de julho, a vizinha Escola Militar do Realengo foi sublevada, mas ficou desprovida de seus elementos de ligação na Vila. Após algumas horas de combate com a 1.ª Divisão de Infantaria, contra a qual não teriam chance, os cadetes revoltosos encerraram suas operações. Dois anos depois, a Vila Militar entrou em prontidão em resposta à Revolta Paulista de 1924, e as tropas embarcaram em trens para combater em São Paulo.
O general Azeredo Coutinho, comandante da divisão durante a Revolução de 1930, permaneceu leal ao governo. Entretanto, os conspiradores dominavam o 3.º Regimento de Infantaria, sediado na Praia Vermelha. No golpe militar que depôs Washington Luís, concluindo a revolução, esse regimento ocupou o Palácio Guanabara, onde estava o presidente. Um avião sobrevoou a Vila Militar para verificar quais unidades haviam aderido. Na Revolução Constitucionalista de 1932, a 1.ª DI barrou a ofensiva da 2.ª Divisão de Infantaria no vale do Paraíba. A Intentona Comunista de 1935 começou no Rio de Janeiro pela sublevação do 3.º Regimento de Infantaria. Os revoltosos esperavam o apoio da tropa da Vila Militar, mas esta deslocou-se para suprimir a insurreição.

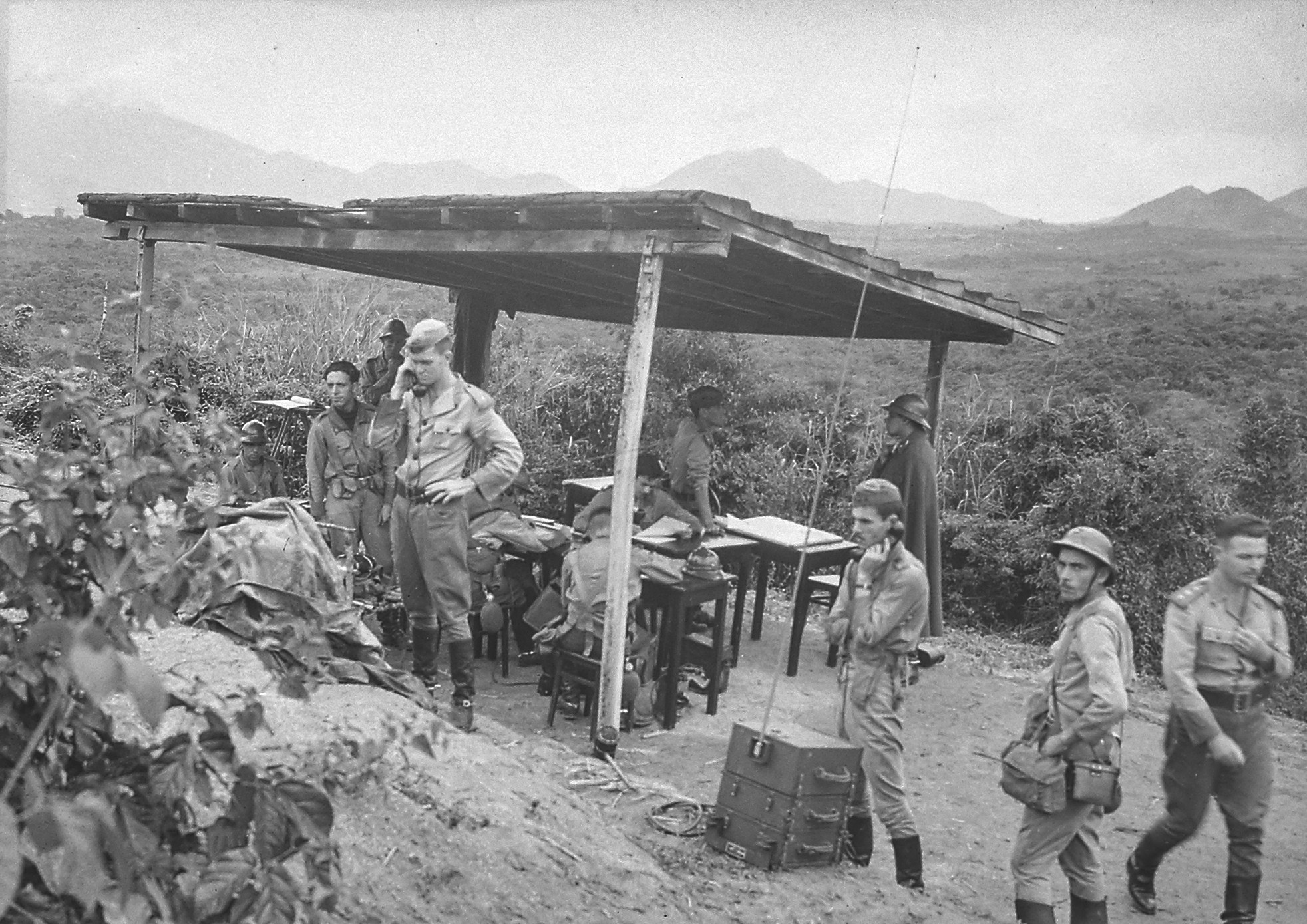
Treinamento da Força Expedicionária Brasileira em Gericinó (1944)

A Divisão é chamada de “berço da Força Expedicionária Brasileira”; desde 1969 ela tem a denominação de “Divisão Mascarenhas de Moraes” em homenagem ao comandante da 1.ª Divisão de Infantaria Expedicionária (1.ª DIE), formada para combater na Segunda Guerra Mundial. A lista de comandantes da divisão inclui uma seção própria para a 1.ª DIE. Paralelamente à campanha da 1.ª DIE, a 1.ª DI continuou tendo comandantes no Rio de Janeiro. O general Renato Paquet, comandante de sua Infantaria Divisionária, foi um dos últimos a permanecer leal ao governo durante a deposição de Vargas em 1945, mas foi ordenado pelo próprio presidente a não oferecer resistência, evitando o derramamento de sangue.
Á época do golpe de Estado de 1964, a divisão era comandanda pelo general Oromar Osório, integrante do dispositivo militar governista. O general Luís Tavares da Cunha Melo, comandante da Infantaria Divisionária, foi encarregado de enfrentar a Operação Popeye, que vinha de Minas Gerais para derrubar o governo. Cunha Melo estava otimista, mas a adesão de uma de suas unidades ao golpe, o 1.º Regimento de Infantaria, desequilibrou os cálculos. Cunha Melo ainda preparou uma defesa em Areal, mas a cadeia de comando legalista já estava desintegrando, e ele retornou ao Rio de Janeiro sem oferecer resistência.
A 1.ª DE é chamada a diversas operações internacionais, humanitárias e de garantia da lei e da ordem. Ela contribuiu a maior parte das tropas do Comando Conjunto das Operações na intervenção federal no Rio de Janeiro em 2018 e ordenou a Operação Muquiço, na favela do mesmo nome, em 2019.